# Perhapsatron
Le Perhapsatron était l'un des premiers dispositifs de fusion nucléaire développé dans les années 1950, basé sur le concept de striction ou « pincement ». Imaginé par James Tuck alors qu'il travaillait pour le Laboratoire national de Los Alamos (LANL), il baptisa malicieusement l'appareil en se disant qu'il pourra peut-être (perhaps en anglais) créer des réactions de fusion.
Le premier exemplaire fut construit durant l'hiver 1952/53 et montra rapidement des instabilités dans le plasma, affectant la crédibilité du concept de pincement. Des modifications suivirent pour tenter de résoudre ces problèmes, aboutissant au modèle ultime "S-4". Cependant, aucun de ces modèles ne s'avéra fructueux. 

## Histoire

### Premiers efforts autour de la fusion
Les scientifiques du Laboratoire national de Los Alamos étudiaient depuis longtemps la fusion nucléaire et avaient déjà calculé en 1946 qu'un plasma à l'état d'équilibre devait être chauffé à 100 millions de degrés Celsius (180 millions de degrés Fahrenheit) pour "s'enflammer" et libérer une énergie nette. Ce sujet présentait un intérêt vital dans l'élaboration de la bombe nucléaire, dans lesquelles une plus petite bombe atomique était utilisée comme amorce pour fournir la température requise au déclenchement de la bombe. 
Capter cette énergie à une plus petite échelle et de manière industrielle ne serait pas facile, un plasma à cette température faisant fondre n'importe quel conteneur physique. Le plasma étant un conducteur électrique, il peut être confiné magnétiquement, mais la disposition correcte des champs n'était pas évidente - Enrico Fermi avant noté qu'un tore simple ferait sortir le carburant de la "bouteille". Plusieurs arrangements furent étudiés au fil du temps, notamment le concept de stellarator développé vers 1950. 

### Pincement

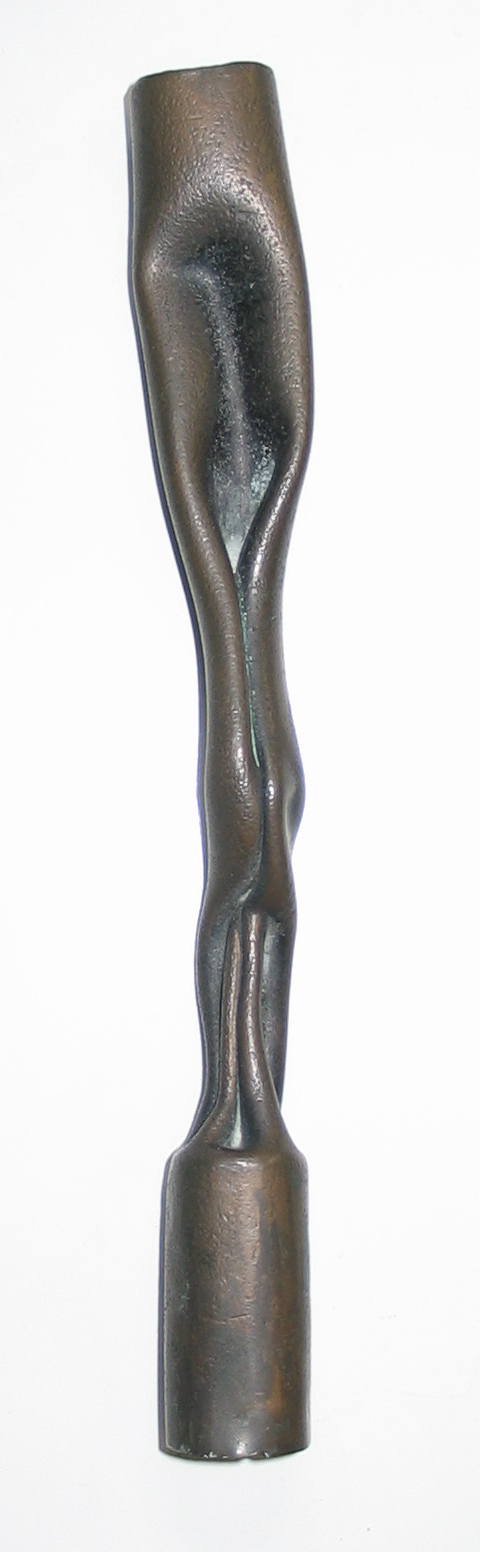
La force de Lorenz créée par un éclair a écrasé ce paratonnerre creux et a conduit à la découverte de la technique du pincement.

Le concept de « pincement » développé au Royaume-Uni constitue une autre approche. Contrairement à celle utilisant des bouteilles magnétiques, dans un dispositif à pincement, le champ magnétique requis est créé par le plasma lui-même. Le plasma étant électriquement conducteur, le passage d'un courant dans le plasma crée un champ magnétique induit. Ce champ, par la force de Lorentz, agit pour comprimer le conducteur. Dans le cas d'un plasma, cette force la réduit en un mince filament, la "pinçant". Comme le courant doit être très important, les dispositifs à pincement ne cherchaient pas à confiner les plasmas pendant de longues périodes. Ils essayaient d'atteindre rapidement les conditions de fusion puis extrayaient l'énergie des produits chauds résultants. 
La technique du pincement a été brevetée en 1946 par George Paget Thomson et Moses Blackman, qui ont exploré les machines à pincement linéaires et toroïdales. James Tuck fut initié à ces concepts en janvier 1947, lors d'une réunion organisée à l'établissement de recherche atomique d'Harwell,. Tuck étudia les travaux de Thomson et Blackman et conclut qu'ils n'atteindraient pas l'état de fusion, mais seraient néanmoins intéressants en tant que système expérimental. Il travaillait au laboratoire Clarendon de l'université d'Oxford où il trouva le financement pour un appareil expérimental et il commença à l'assembler. Avant la fin de sa construction, il partit pour un poste à l'Université de Chicago aux États-Unis.
D'autres équipes britanniques poursuivirent leurs efforts. Thomson transmis ses concepts à Stan Cousins et Alan Ware, qui assemblèrent un dispositif de pincement linéaire à partir d'anciens radars et ils commencèrent leurs opérations en 1947. Les expériences suivantes utilisèrent de grandes batteries de condensateurs pour stocker de l'énergie rapidement déversée dans le plasma par le biais d'un solénoïde enroulé autour d'un petit tube. Ces expériences mirent en évidence un certain nombre d'instabilités qui provoquaient la rupture du plasma, lequel impactait les parois du tube bien avant d'être suffisamment comprimé ou chauffé pour atteindre les conditions de fusion.
Après un court séjour à Chicago, Tuck fut engagé à Los Alamos pour travailler sur le projet "Super" (la bombe à hydrogène) dans le but de calculer la section efficace nucléaire de la réaction de fusion deutérium - tritium. Ce travail lui permit de prolonger son intérêt pour la fusion, et il passa quelque temps en 1951 sur le problème du pincement.
À Los Alamos, Tuck informa les chercheurs américains des efforts britanniques. À ce moment-là, Lyman Spitzer avait présenté son concept de stellarator et défendait son idée à travers le laboratoire, à la recherche de financements. En 1951, il demanda à la US Atomic Energy Commission (AEC) de financer son projet. Tuck était sceptique face à l'enthousiasme de Spitzer et estimait que son programme de développement était "incroyablement ambitieux". Tuck proposa un programme beaucoup moins agressif basé sur le concept de pincement. Les deux hommes présentèrent leurs idées à Washington, D.C., en mai 1951. En juillet, Spitzer reçu 50 000 $ et Truck repartit les mains vides. Pour ne pas se laisser distancer, Tuck convainquit Norris Bradbury, le directeur de Los Alamos, de lui accorder 50 000 $ sur son budget discrétionnaire et l'utilisa pour construire le Perhapsatron. 
Non encore convaincu que le concept fonctionnerait à la première tentative, il appela cette approche, avec l'aide de Stanislaw Ulam, le Perhapsatron,. Truck réunit une petite équipe et utilisa des éléments de récupération pour construire le premier modèle en 1952/53. Il employait un tore fabriqué dans le magasin de verre local. En son centre se trouvait un gros noyau de fer provenant d'un transformateur, utilisé pour induire le courant dans le gaz.
Le Perhapsatron présenta rapidement les mêmes problèmes que dans les expériences britanniques. Quelle que soit la lenteur avec laquelle le courant était ajouté, une fois atteint un point critique, les instabilités apparaissaient. En 1954, Martin David Kruskal et Martin Schwarzschild publièrent un article critique sur la question, suggérant que tous les dispositifs Z-pinch étaient intrinsèquement instables. Truck proposa alors l'ajout d'un deuxième champ magnétique constant et longitudinal le long du tube, un concept qu'il qualifia de « rajouter une colonne vertébrale au plasma ». Plusieurs modifications furent apportées au Perhapsatron pour tester des variantes, mais aucune ne fut fructueuse.

### Échec des dispositifs à pincement
L'échec du Perhapsatron fut suivi par celui d'autres dispositifs à pincement. Une autre équipe de Los Alamos travaillait sur une machine à pincement rapide nommée Columbus, qui utilisait des champs électriques au lieu de champs magnétiques mais elle connut les mêmes résultats. Pendant ce temps, la machine britannique ZETA, beaucoup plus grande, échoua également, mais après avoir publié des résultats en grande pompe qui prétendaient avoir réussi la fusion. En 1961, les travaux sur les dispositifs à pincement étaient en grande partie terminés, bien que certaines recherches se soient poursuivies sur le concept voisin du thêta-pincement. 
Truck ne se limita jamais au concept du pincement et il consacra des efforts considérables à d'autres idées (suscitant des plaisanteries dans Los Alamos sur son travail apparemment dispersé). Au fil des années, il dirigea plusieurs autres développements, tels que le réacteur à palettes, de nouveaux concepts de pincement et des travaux sur des dispositifs plus standards. 